# Don Broco
Don Broco ist eine englische Rock-Band aus Bedford. Die Band gründete sich im Jahre 2008 und steht bei SharpTone Records unter Vertrag. Don Broco haben bislang vier Studioalben veröffentlicht, von denen Amazing Things Platz eins der britischen Albumcharts erreichte.

## Geschichte

### Gründung und frühe Jahre (2008 bis 2011)

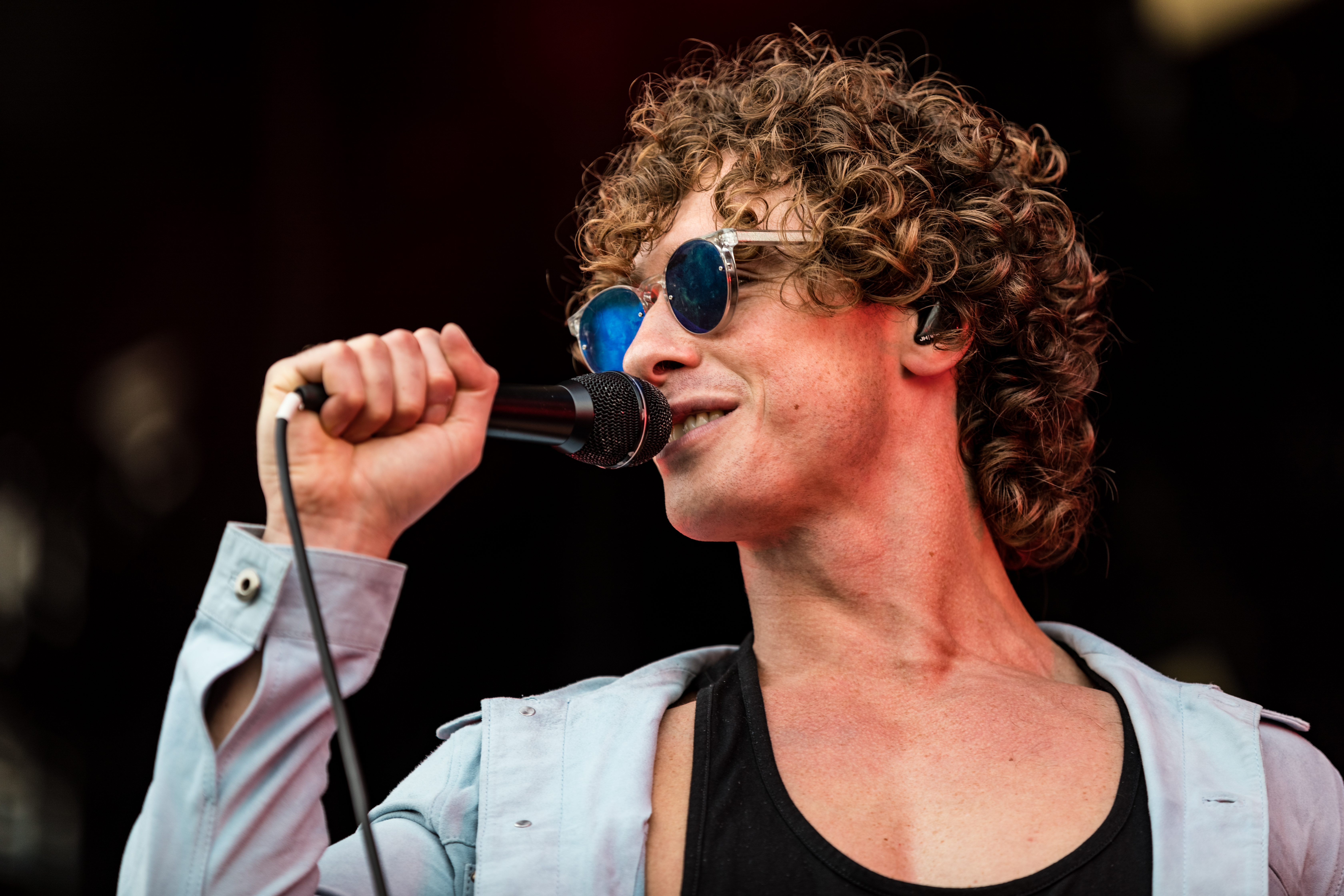
Sänger Rob Damiani

Die vier Gründungsmitglieder Rob Damiani (Gesang), Simon Delaney (Gitarre), Luke Rayner (Bass) und Matt Donnely (Schlagzeug) lernten sich an der Bedford Modern School kennen, wo sie zunächst in verschiedenen Bands spielten. Später begannen sie zusammen zu musizieren und spielten auch ihr erstes Konzert an ihrer Schule. In den Anfangstagen trat die Gruppe unter verschiedenen Namen auf, darunter Club Sex und Summerfall. Nachdem die Musiker ihre Schulabschlüsse absolvierten trennten sich die Wege zunächst. Rob Damiani und Matt Donnely studierten in Nottingham während Simon Delaney in Norwich studierte. Allerdings schlossen sie einen Pakt, dass sie als Band weitermachen, wenn sie mit ihrem Studium fertig sind.
Im Jahre 2008 machten die vier Musiker ihre Abschlüsse und konzentrierten sich fortan um die Band, die lang keinen Namen hatte. Zunächst wollte sich die Band Don Loco nennen. Daraus wurde dann Don Broco, nachdem sich Simon Delaney beim Fußball spielen ein Handgelenk brach. Im gleichen Jahr veröffentlichte die EPs Living the Dream und Thug Workout. Don Broco spielten eine Tournee im Vorprogramm von Enter Shikari, bevor die Band im Sommer bei Festivals wie dem Download, dem Camden Crawl oder dem Underage Festival. Anfang 2011 veröffentlichte die Band die EP Big Fat Smile, die von Matt O’Grady produziert wurde. Es folgte eine Tournee im Vorprogramm von We Are the Ocean bzw. Deaf Havana und eine eigene Headlinertournee mit Burn the Fleet. Im Sommer 2011 spielten Don Broco auf Festivals wie dem Download, dem Sonisphere Festival oder dem Slam Dunk Festival. Höhepunkte waren Auftritte bei den Reading and Leeds Festivals.

### PrioritiesundAutomatic(2011 bis 2015)

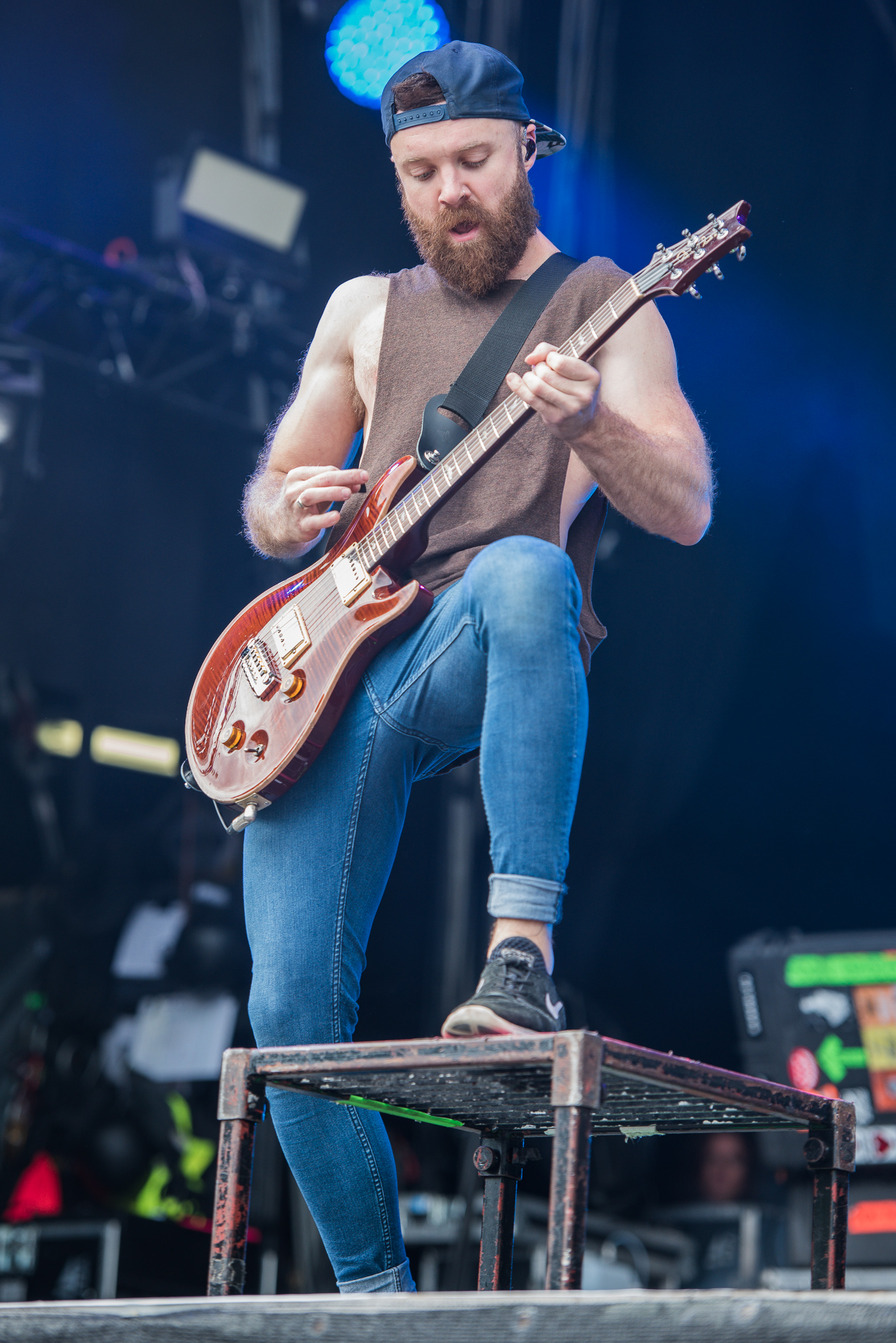
Gitarrist Simon Delaney

Zusammen mit dem Produzenten Dan Lancaster, der zuvor mit Bands wie Blink-182 oder Good Charlotte gearbeitet hat, arbeiteten Don Broco an ihrem Debütalbum. Im März 2012 wurden Don Broco von Search and Destroy Records, einem Unterlabel von Sony Music Entertainment unter Vertrag genommen. Nach einer Tournee im Vorprogramm von Four Year Strong verließ Bassist Luke Rayner die Band und wurde durch Tom Doyle ersetzt. Es folgten weitere Tourneen im Vorprogramm von You Me at Six und The Used sowie Festivalauftritte bei den Festivals Slam Dunk, Hit the Deck und The Great Escape. Am 13. August 2012 erschien das Debütalbum Priorities und erreichte Platz 25 der britischen Albumcharts. Es folgten weitere Tourneen im Vorprogramm von Lower Than Atlantis und die erste Europatournee im Vorprogramm der Young Guns. Bei den Kerrang! Awards 2012 wurden Don Broco in der Kategorie Bester britischer Newcomer nominiert, der Preis ging allerdings an While She Sleeps.
Im Jahre 2013 spielten Don Broco ihre erste Headlinertournee durch das Vereinigte Königreich, bei der die Band zunächst von Mallory Knox und dann von der Band Pure Love unterstützt wurden, bevor Don Broco im Sommer bei den Reading and Leeds Festivals auf der Hauptbühne spielten. Im August 2013 veröffentlichte die Band ihre Single You Wanna Know, die auf Platz 39 der britischen Singlecharts einstieg. Priorities wurde bei den Kerrang! Awards 2013 in der Kategorie Bestes Album nominiert, der Preis ging jedoch an Biffy Clyro für ihr Album Opposites. Das Jahr 2014 verbrachte die Band mit dem Songwriting für ihr zweites Studioalbum und spielte nur eine Tournee mit You Me at Six. Zusammen mit dem Produzenten Jason Perry, der zuvor Sänger der Band A war, nahmen Don Broco ihr zweites Studioalbum Automatic auf, dass am 7. August 2015 über Epic Records erschien. Vorher waren Don Broco im Frühjahr 2015 Headliner der Kerrang Tour, bei der auch We Are the In Crowd, Bury Tomorrow, Beartooth und die Young Guns als Vorgruppen teilnahmen.

### TechnologyundAmazing Things(2016 bis 2022)

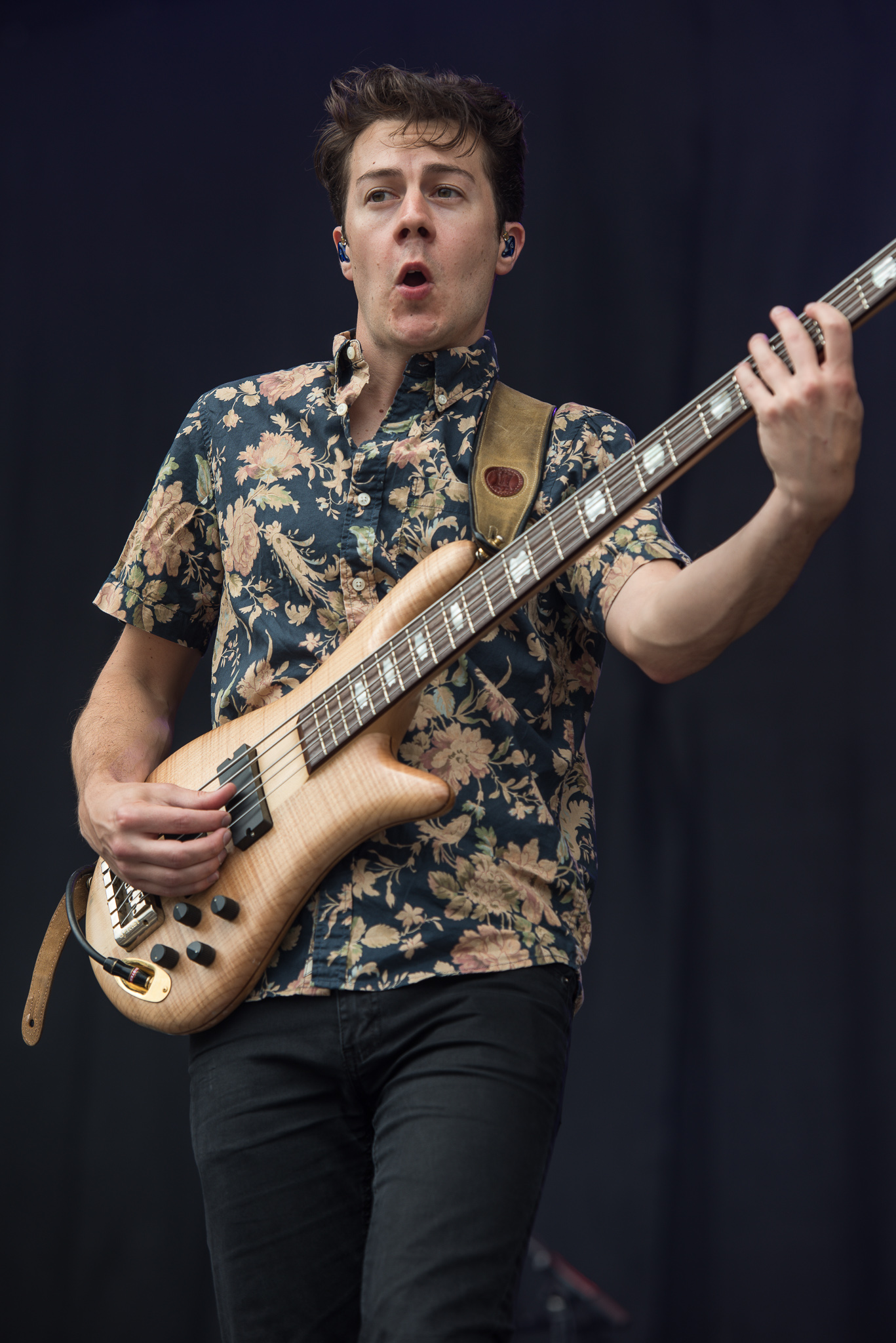
Bassist Tom Doyle

Im Frühjahr 2016 tourten Don Broco zweimal durch Europa; zunächst im Vorprogramm von Bring Me the Horizon und dann als Vorband für 5 Seconds of Summer. Im Sommer 2016 wurde der Gründer von SharpTone Records Shawn Keith durch das Computerspiel Guitar Hero auf die Band aufmerksam und erfuhr durch das Bandmanagement, dass Don Broco einen Lizenzpartner für Nordamerika suchten. Daraufhin nahmen SharpTone die Band unter Vertrag und veröffentlichten Automatic im November 2016. Im April 2017 spielten Don Broco erstmals in Nordamerika im Vorprogramm der Band State Champs. Anschließend nahm die Band zusammen mit dem Produzenten Dan Lancaster ihr drittes Studioalbum Technology auf und spielte bei Festivals wie dem Pinkpop, dem Slam Dunk sowie Rock am Ring und Rock im Park in Deutschland. Im Oktober 2017 spielten Don Broco als Vorgruppe von One Ok Rock erstmals in Japan, bevor Don Broco am 11. November 2017 ihr bislang größtes Einzelkonzert spielten, als sie vor 10.400 Zuschauern im Londoner Alexandra Palace auftraten.
Ebenfalls im November 2017 wurde Vorwürfe gegenüber dem Sänger Rob Damiani wegen sexuellem Fehlverhalten laut. Diese Vorwürfe entpuppten sich jedoch als falsch und wurden öffentlich zurückgezogen. Technology wurde am 2. Februar 2018 veröffentlicht und erreichte Platz fünf der britischen Albumcharts. Bei den Kerrang! Awards 2019 wurden Don Broco in der Kategorie Beste britische Liveband nominiert. Der Preis ging jedoch an die Band Architects. Im Frühjahr 2019 spielte Don Broco eine Tour durch Nordamerika mit Dance Gavin Dance im Vorprogramm von Mike Shinoda. Am 6. September 2019 veröffentlichte die Band die Single Action. Neben der regulären Version wurde eine weitere Version mit den Gastsängern Caleb Shomo (Beartooth), Tyler Carter (Issues), Taka Moriuchi (One Ok Rock) und Tilian Pearson (Dance Gavin Dance) veröffentlicht. Das Musikvideo für die Single Action wurde bei den Heavy Music Awards 2020 als bestes Video ausgezeichnet.
Das zweite Studioalbum Automatic erhielt im August 2021 eine Silberne Schallplatte für 60.000 verkaufte Einheiten im Vereinigten Königreich. In der Zwischenzeit nahmen Don Broco mit den Produzenten Jason Perry und Dan Lancaster ihr viertes Studioalbum Amazing Things auf. Es sollte ursprünglich am 17. September 2021 veröffentlicht werden, wurde wegen der COVID-19-Pandemie aber auf den 22. Oktober 2021 verschoben und erschien zunächst in digitaler Form. Amazing Things stieg zunächst nur auf Platz 91 der britischen Albumcharts ein. Die physischen Ausgaben des Albums mussten gar bis auf den 28. Januar 2022 verschoben werden, woraufhin das Album wieder in die Charts einstieg nunmehr Platz eins erreichte. Bei den Heavy Music Awards 2022 wurden Don Broco in den Kategorien Bestes Album, Beste britische Band, Beste Liveband und Bestes Video nominiert. Jedoch gingen alle Preise an andere Künstler.

### Live at the Royal Albert Hall(seit 2023)
Im Frühjahr 2023 spielten Don Broco und Sleeping with Sirens eine Co-Headlinertournee durch Europa, bevor im März 2023 eine Headlinertournee durch das Vereinigte Königreich mit Papa Roach folgte. Im Sommer 2023 eröffneten Don Broco die Co-Headlinertournee von Pierce the Veil und The Used durch Nordamerika. Darüber hinaus kündigten Don Broco das Livealbum Live at the Royal Albert Hall an, wofür der Auftritt der Band am 21. März 2022 aufgezeichnet wurde. Die Hälfte der Einnahmen spendet die Band dem Teenage Cancer Trust. Das Livealbum erschien am 24. November 2023.

## Stil

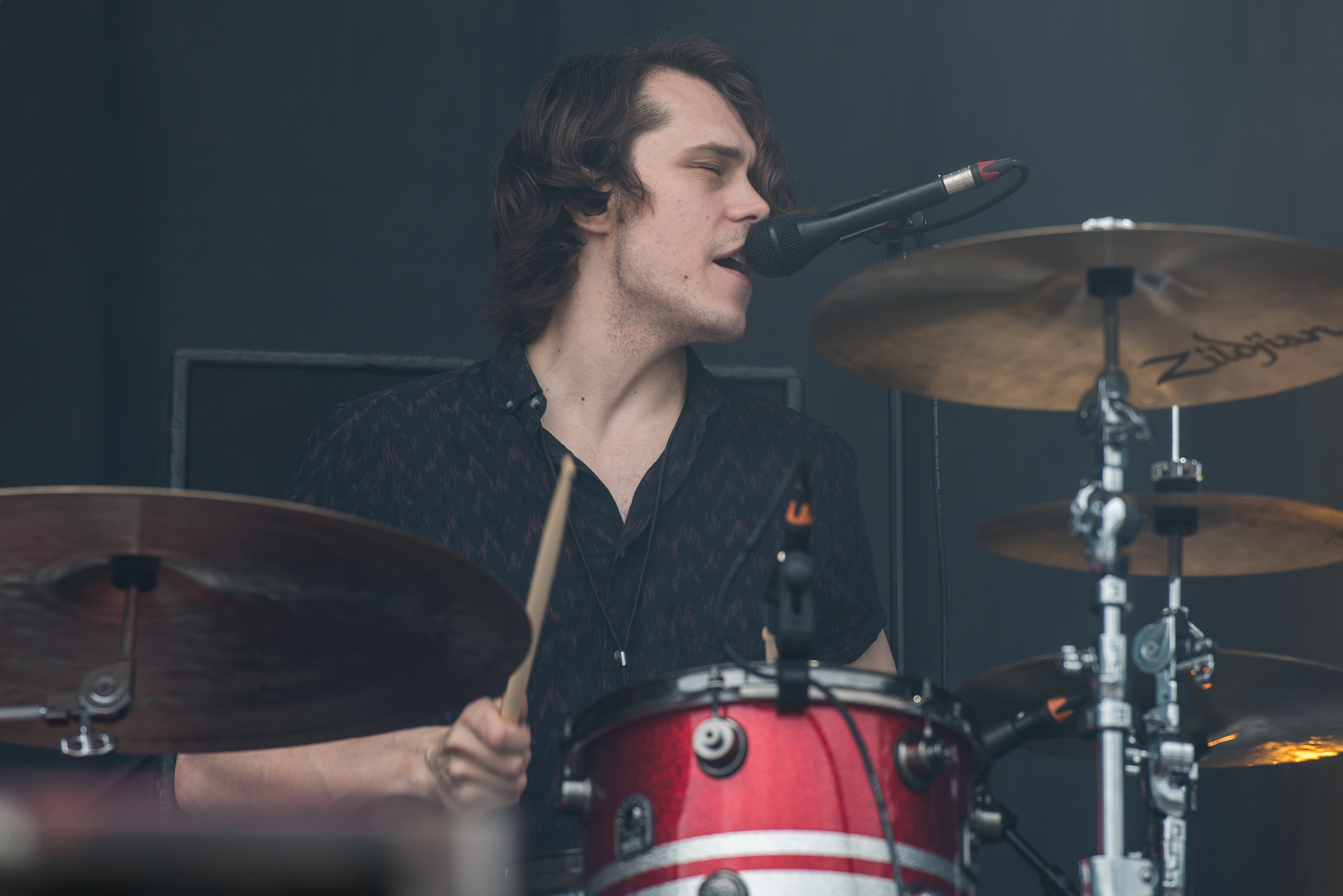
Schlagzeuger Matt Donnelly

Die Musik von Don Broco vermengt viele verschiedene Musikstile und wird in der Regel als Alternative Rock, Pop-Rock oder Post-Hardcore bezeichnet. Scott Kerr vom Onlinemagazin Allmusic beschrieb Don Broco als Alternative-Rock-Band im Geiste der Young Guns oder Funeral for a Friend. Der Sänger Rob Damiani beschrieb die Musik der Band als „von Pop beeinflussten Rock, gefiltert durch ein Kaleidoskop aus Funk, Metal und Electronic“.

„Wir haben einfach keine Angst davor, Risiken einzugehen, weder musikalisch noch optisch. Für uns ist es kein Problem, mit jedem neuen Album wie eine andere Band auszusehen und zu klingen. […] Das Motte lautet: Alles ist erlaubt. Je verrückter, desto besser.“

In den Anfangstagen klang die Band laut Simon Delaney, als „hätte man verschiedene Lieder der Lostprophets oder Incubus zusammengemischt“. Das zweite Album Automatic zeigte Einflüsse von Funk, Dance und New Wave. Mit dem dritten Album Technology wollte die Band ein „geradliniges Rock-Album“ aufnehmen, dass „von einigen der Post-Hardcore-Bands beeinflusst wurde, mit dem die Bandmitglieder aufgewachsen sind“.
Matthias Mineur vom deutschen Magazin Metal Hammer beschrieb Rob Damianis Stimme als einen Hybriden aus David Bowie, Simon Le Bon (Duran Duran) und Chester Bennington (Linkin Park). Das US-amerikanische Onlinemagazin Loudwire führte Don Broco im April 2019 auf einer Liste der 16 Bands, die derzeit im Vereinigten Königreich Rockmusik definieren.

## Diskografie

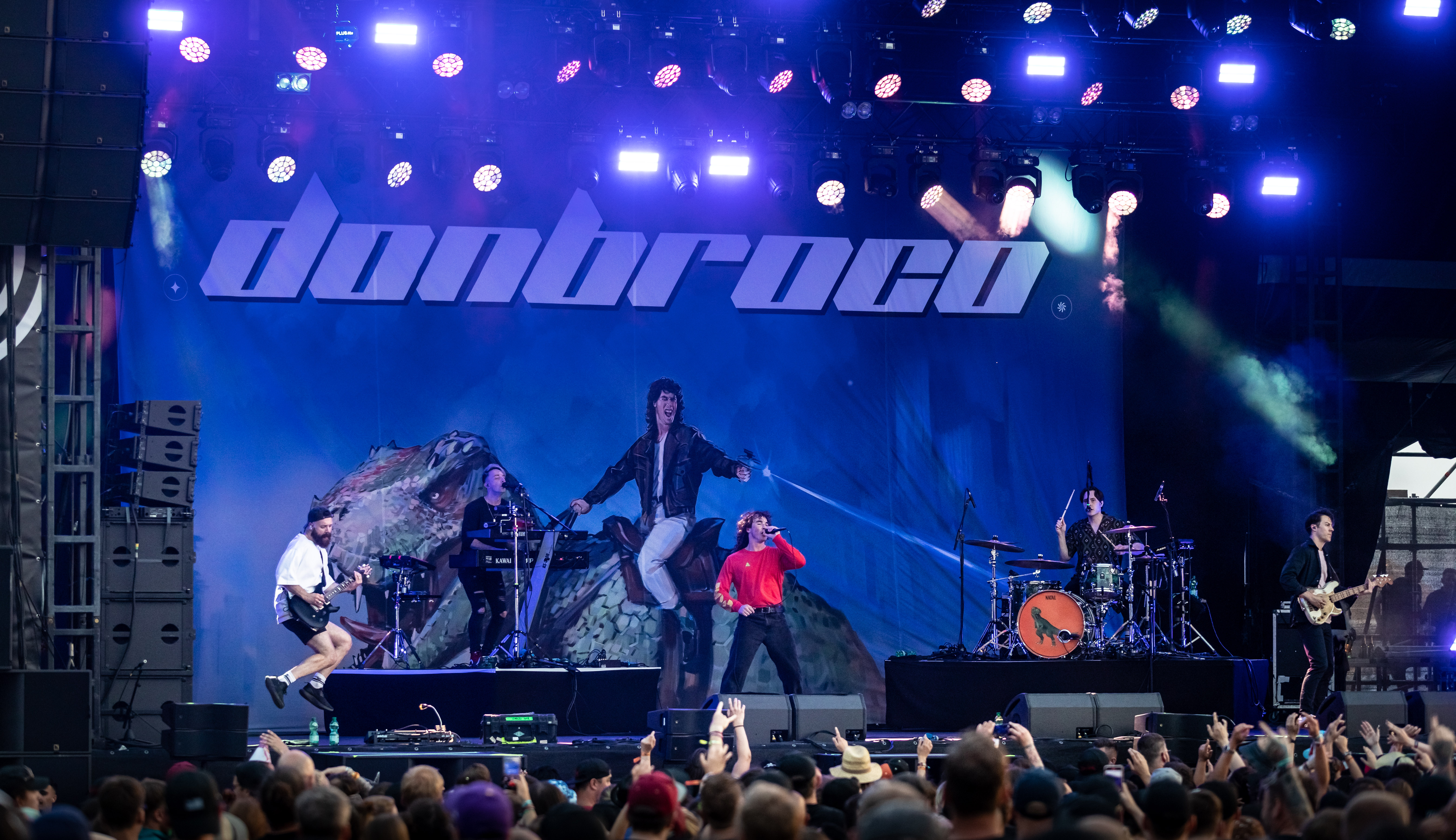
Don Broco live bei Rock am Ring 2022

Studioalben

| Jahr | Titel Musiklabel                    | Höchstplatzierung, Gesamtwochen, AuszeichnungChartsChartplatzierungen (Jahr, Titel, Musiklabel, Platzierungen, Wochen, Auszeichnungen, Anmerkungen) | Anmerkungen                                              |
| Jahr | Titel Musiklabel                    | UK | Anmerkungen                                              |
| ---- | ----------------------------------- | --- | -------------------------------------------------------- |
| 2012 | Priorities Sony Music Entertainment | UK25 (1 Wo.)UK | Erstveröffentlichung: 13. August 2012                    |
| 2015 | Automatic Epic Records              | UK6 Silber · (4 Wo.)UK | Erstveröffentlichung: 7. August 2015 Verkäufe: + 60.000  |
| 2018 | Technology SharpTone Records        | UK5 Silber · (3 Wo.)UK | Erstveröffentlichung: 2. Februar 2018 Verkäufe: + 60.000 |
| 2021 | Amazing Things SharpTone Records    | UK1 (2 Wo.)UK | Erstveröffentlichung: 22. Oktober 2021                   |

## Musikpreise
| Jahr | Kategorie        | für                            | Resultat  |
| ---- | ---------------- | ------------------------------ | --------- |
| 2020 | Best Video       | Action                         | Gewonnen  |
| 2022 | Best Album       | Amazing Things                 | Nominiert |
| 2022 | Best UK Artist   | Don Broco                      | Nominiert |
| 2022 | Best Live Artist | Don Broco                      | Nominiert |
| 2022 | Best Video       | Manchester Super Reds No.1 Fan | Nominiert |

| Jahr | Kategorie             | für        | Resultat  |
| ---- | --------------------- | ---------- | --------- |
| 2012 | Best British Newcomer | Don Broco  | Nominiert |
| 2013 | Best Album            | Priorities | Nominiert |
| 2019 | Best British Live Act | Don Broco  | Nominiert |
| 2022 | Best Live Act         | Don Broco  | Nominiert |